# Adelsö-Sättra
Adelsö-Sättra este o arie protejată (arie specială de conservare — SAC, sit de importanță comunitară — SCI) din Suedia întinsă pe o suprafață de 24,7 ha, integral pe uscat.

## Localizare
Centrul sitului Adelsö-Sättra este situat la coordonatele 59°24′16″N 17°27′27″E / 59.4045°N 17.4574°E.

## Înființare
Situl Adelsö-Sättra a fost declarat sit de importanță comunitară în decembrie 1998 pentru a proteja un număr necunoscut de specii din flora spontană și fauna sălbatică aflate în arealul zonei. Situl a fost protejat și ca arie specială de conservare în martie 2011.

## Biodiversitate
Situată în ecoregiunea boreală, aria protejată conține 2 habitate naturale: Păduri de conifere pe eskere fluvioglaciare sau legate la acestea, Taiga vestică.
La baza desemnării sitului se află un număr nedeclarat de specii protejate.